# Evelina Sašenko

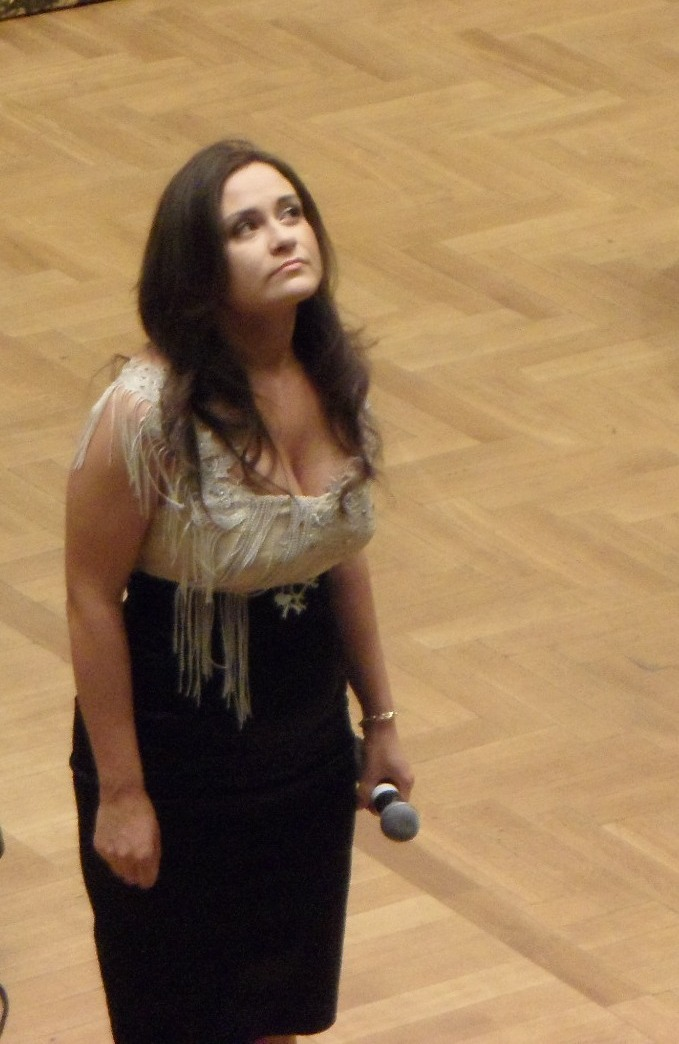
Evelina Sašenko, 2011

Evelina Sašenko (polnisch Ewelina Saszenko; * 26. Juli 1987 in Rūdiškės, Rajongemeinde Trakai) ist eine polnisch-litauische Jazz- und Popsängerin.

## Biografie
Evelina Sašenko wurde in Litauen geboren und lebt dort. Sie wuchs zweisprachig auf und beherrscht Polnisch und Litauisch. In ihrer Jugendzeit besuchte sie die polnisch-litauische Schule. Ihre Karriere begann schon in ihrer Kindheit, sie gewann das Dainų Dainele Festival und nahm 2009 am LTV Opern-Wettbewerb Triumfo arka teil, durch den sie in Litauen bekannt wurde. Nachdem sie 2010 den dritten Platz in der nationalen Auswahl des Eurovision Song Contest erreicht hatte, gewann sie ein Jahr später den Vorentscheid und vertrat damit Litauen beim Eurovision Song Contest 2011 mit ihrem Lied C’est ma vie (dt. „Das ist mein Leben“). Sie startete im ersten Halbfinale des ESC am 10. Mai und gelangte in das vier Tage später stattfindende Finale. Dort belegte sie den 19. Platz mit 63 Punkten.
2011 absolvierte sie ein Jazz-Bachelorstudium an der Musik- und Theaterakademie Litauens.